# Mercedes-Benz M278
| M278                           | M278                                              |
| ------------------------------ | ------------------------------------------------- |
|                                |                                                   |
| Виробник:                      | Mercedes-Benz Mercedes-AMG                        |
| Марка:                         | M278                                              |
| Тип:                           | 90° V8                                            |
| Робочий об'єм:                 | - 4,7 л (4,663 куб.см) - 5,5 л (5,461 куб.см) см3 |
| Максимальна потужність:        | 300–430 кВт (402–577 к.с.) кВт                    |
| Максимальний обертовий момент: | 540–900 Н⋅м (398–664 фунт⋅фут) Н·м                |
| Конфігурація:                  | V8                                                |
| Циліндрів:                     | 8                                                 |
| Клапанів:                      | 32                                                |
| Хід поршня:                    | - 86-90.5 мм (3.39-3.56 дюйма) мм                 |
| Діаметр циліндра:              | - 92.9-98 мм (3.66-3.86 дюйма) мм                 |
| Система живлення:              | Пряме впорскування                                |
| Охолодження:                   | рідинне охолодження                               |
| Газорозподільний механізм:     | DOHC 4 клапана на циліндр VVT                     |
| Матеріал блоку циліндрів:      | Алюміній                                          |
| Матеріал ГБЦ:                  | Алюміній                                          |
| Тактність (число тактів):      | 4                                                 |
| Рекомендоване паливо:          | Бензин                                            |

Mercedes-Benz M278 — сімейство бензинових автомобільних поршневих двигунів V8 з безпосереднім уприскуванням, подвійним турбонаддувом.
M278 є похідним від попереднього двигуна M273 V8 компанії, що має спільний крок діаметра циліндрів, алюмінієвий блок двигуна та алюмінієві/кремнієві гільзи циліндрів Silitec із низьким коефіцієнтом тертя. На відміну від M273 з портовим упорскуванням, M278 має пряме впорскування бензину з п’єзоелектричними інжекторами палива для більш точної подачі палива та багатоіскровим запалюванням, що дозволяє свічкам запалюватися кілька разів протягом послідовності згоряння для більш ефективного горіння. Інші зміни щодо M273 включають збільшений діапазон регулювання для системи зміни фаз газорозподілу, нове розташування ланцюга ГРМ і нові аксесуари двигуна (такі як масляний насос, водяний насос, паливний насос і генератор), які зменшують паразитні навантаження. Багато з цих нових функцій є спільними з сімейством двигунів M276 V6, яке було анонсовано водночас.
У той час як M273 був безнаддувним, M278 має подвійні турбокомпресори від Honeywell, по одному на ряд циліндрів, що виробляє 0,9 бар (13 psi) тиск наддуву в більшості конфігурацій.
Mercedes-Benz оцінює, що ці зміни, у поєднанні з модифікаціями автомобіля, такими як система стоп-старт, дозволяють 4,7 – літровому M278 мати на 22% менше споживання палива та викидів CO2, ніж 5,5 – літровий M273, виробляючи при цьому більше потужності 320 кВт (435 PS; 429 гальм. к. с.) проти 285 кВт (387 PS; 382 гальм. к. с.) і крутний момент 700 Н⋅м (516 фунт⋅фут) проти 530 Н⋅м (391 фунт⋅фут). M278 також є більш досконалим, ніж його попередник.
Уся лінійка M278 уникає податку на споживання бензину в США, вперше для серійних двигунів V8 від Mercedes-Benz.

## M278
Базовий M278 має робочий об'єм 4 663 см3 (4,7 л; 284,6 дюйм3) з діаметром циліндрів і ходом 92,9 мм × 86 мм (3,66 дюйм × 3,39 дюйм). Вихід 320 кВт (429 гальм. к. с.; 435 PS) на 5250 об/хв з 700 Н⋅м (516 фунт⋅фут) крутного моменту при 1800-3500 об/хв для моделей S-класу, CL-класу, SL-класу та GL-класу. Моделі CLS-Class, E-Class і M-Class розстроєні до 300 кВт (402 гальм. к. с.; 408 PS) з 600 Н⋅м (443 фунт⋅фут) крутного моменту при 1600 об/хв.  Попри те, що він більше не відповідає робочому об’єму двигуна, усі перераховані вище моделі все ще мають позначку «550». GL-Class, окрім GL550 вище, також має оздоблення GL450, яке має розстрочену версію 4.7 Двигун 270 кВт (362 гальм. к. с.; 367 PS) і 550 Н⋅м (406 фунт⋅фут).
Ці двигуни поєднуються з 7-ступінчастою автоматичною коробкою передач 7G-Tronic і новою 9-ступінчастою автоматичною коробкою передач 9G-Tronic.
Застосування:
- 2011–2017 S 500/S 550
- 2011–2014 CL 500/CL 550
- 2015-2017 S 500 Coupé/S 550 Coupé
- 2011–2018 CLS 500/CLS 550
- 2012–2020 SL 500/SL 550
- 2012–2014 E 500/E 550
- 2012-2014 ML 500/ML 550
- 2013–2014 GL 450
- 2013–2019 GL 500/GLS 500/GL 550/GLS 550

## М157
Другий варіант, позначений M157, налаштований Mercedes-AMG для використання в моделях з більшою продуктивністю. Ця версія має робочий об’єм 5 461 см3 (5,5 л) з діаметром циліндрів і хідником 98 мм × 90,5 мм (3,86 дюйм × 3,56 дюйм). Збільшення потужності та крутного моменту відбувається за рахунок збільшення робочого об’єму, а також підвищення тиску наддуву на 1 бар (15 psi).
У M157 є шість станів виходу. Для S-класу і CL-класу потужність 400 кВт (544 PS; 536 гальм. к. с.) при 5500 об/хв з 800 Н⋅м (590 фунт⋅фут) крутного моменту при 2000-4500 об / хв, або 420 кВт (571 PS; 563 гальм. к. с.) при 5500 об/хв з 900 Н⋅м (664 фунт⋅фут) крутного моменту при 2500-3750 об/хв із додатковим пакетом AMG Performance Package. Для SL-класу 2013-15 років потужність становить 395 кВт (537 PS; 530 гальм. к. с.) або 415 кВт (564 PS; 557 гальм. к. с.) із додатковим пакетом AMG Performance Package. Для 2012-2013 E-Class і CLS-Class потужність становить 386 кВт (525 PS; 518 гальм. к. с.) з 700 Н⋅м (516 фунт⋅фут) крутного моменту за стандартної настройки, або 410 кВт (557 PS; 550 гальм. к. с.) з 800 Н⋅м (590 фунт⋅фут) крутного моменту з пакетом AMG Performance Package. Починаючи з 2014 E-Class і CLS-Class, потужність збільшується до 410 кВт (557 PS; 550 гальм. к. с.) 720 Н⋅м (531 фунт⋅фут) крутного моменту для стандартної настройки або 430 кВт (585 PS; 577 гальм. к. с.) з 800 Н⋅м (590 фунт⋅фут) крутного моменту для варіантів «S-Model». При цьому для SL-класу потужність зростає до 430 кВт (585 PS; 577 гальм. к. с.) і 900 Н⋅м (664 фунт⋅фут).
Ці двигуни поєднуються з 7-ступінчастою напівавтоматичною коробкою передач AMG Speedshift MCT, яка замінює гідротрансформатор 7G-Tronic на мокрий пакет зчеплення. Зауважте, що ця 7-ступінчаста коробка передач MCT може працювати зі значно більшим крутним моментом і не є таким самим агрегатом, як трансмісія з подвійним зчепленням, яка є на Mercedes-Benz SLS AMG.
Застосування:
- 2011–2013 S 63 AMG
- 2013-2017 S 63 AMG
- 2011–2014 CL 63 AMG
- 2012–2018 CLS 63 AMG
- 2012–2015 ML 63 AMG
- 2015–2019 AMG GLE 63
- 2012–2016 GL 63 AMG
- 2016–2019 AMG GLS 63
- 2013–2018 G 63 AMG
- 2012–2016 E 63 AMG [16]
- 2012–2019 SL 63 AMG

Двигун M157 замінить попередній M156 у більшості модельного ряду AMG. Попри 5,5 – літровий робочий об'єм, всі моделі в маркетингових цілях позначаються «63». 

## М152
Третій варіант, позначений M152, є безнаддувним похідним двигуном M157, який має той самий робочий об’єм, пряме впорскування та багато інших функцій. Двигун M152 включає систему змінного робочого об’єму деактивації циліндрів для покращення економії палива (до 30 відсотків краще, ніж двигун M113 E55, який використовувався в попередній моделі). Вихід 310 кВт (421 PS; 416 гальм. к. с.) при 6800 об / хв, з 540 Н⋅м (398 фунт⋅фут) крутного моменту при 4500 об/хв.
Застосування
- 2012–2016 SLK 55 AMG